# Блейкслі (Огайо)
Блейкслі (англ. Blakeslee) — селище (англ. village) в США, в окрузі Вільямс штату Огайо. Населення — 104 особи (2020).

## Географія
Блейкслі розташоване за координатами 41°31′27″ пн. ш. 84°43′52″ зх. д. / 41.52417° пн. ш. 84.73111° зх. д. (41.524226, -84.731087).  За даними Бюро перепису населення США в 2010 році селище мало площу 0,28 км², уся площа — суходіл.

## Демографія
Згідно з переписом 2010 року, у селищі мешкало 96 осіб у 45 домогосподарствах у складі 26 родин. Густота населення становила 345 осіб/км².  Було 50 помешкань (179/км²).
Расовий склад населення:
| - 100,0 % — білих |

До двох чи більше рас належало 0,0 %. Частка іспаномовних становила 0,0 % від усіх жителів.
За віковим діапазоном населення розподілялося таким чином: 22,9 % — особи молодші 18 років, 54,2 % — особи у віці 18—64 років, 22,9 % — особи у віці 65 років та старші. Медіана віку мешканця становила 38,0 року. На 100 осіб жіночої статі у селищі припадало 95,9 чоловіків;  на 100 жінок у віці від 18 років та старших — 85,0 чоловіків також старших 18 років.
Середній дохід на одне домашнє господарство  становив 42 011 долар США (медіана — 39 583), а середній дохід на одну сім'ю — 57 150 доларів (медіана — 58 750). За межею бідності перебувало 3,0 % осіб, у тому числі 0,0 % дітей у віці до 18 років та 9,1 % осіб у віці 65 років та старших.
Цивільне працевлаштоване населення становило 37 осіб. Основні галузі зайнятості: освіта, охорона здоров'я та соціальна допомога — 43,2 %, виробництво — 35,1 %, мистецтво, розваги та відпочинок — 5,4 %, будівництво — 5,4 %.